# Serpentor
Serpentor è un personaggio immaginario e uno degli antagonisti principali della serie di fumetti e cartoni animati G.I. Joe: A Real American Hero. Nella serie animata originale degli anni 80, è l'antagonista principale della seconda e ultima stagione.
È l'imperatore dei Cobra che è in grado di conquistare il mondo senza pietà. Creato dal defunto dottor Mindbender, Serpentor diventa il sostituto del Comandante Cobra.

## Caratteristiche del personaggio

### Sunbow
Nella classica originale serie animata degli anni 80, Serpentor appare come antagonista principale nella seconda stagione e diventa così ufficialmente il nuovo capo dei Cobra. È un vero sociopatico, che non mostra alcun rimorso per le sue azioni e nessuna preoccupazione per i suoi servi, che considera sacrificabili nella lotta contro i G.I. Joe. La sua arroganza non conosce limiti, poiché crede che tutti siano sotto di lui (incluso il suo stesso creatore, Mindbender). Si considera un vero imperatore, mentre è in grado di accedere ai ricordi dei suoi vari donatori di DNA, che non sono altro che i famigerati tiranni e dittatori che la storia ha mai scritto, come Giulio Cesare, Gengis Khan, Grigori Rasputin, Ivan il Terribile, Alessandro Magno e molti altri. Tuttavia, il nome del personaggio cattivo è simile a Skeletor della Filmation.
È stato creato attraverso una svolta nella ricerca di clonazione del dottor Mindbender dal DNA estratto dai resti rinvenuti di Giulio Cesare, Napoleone Bonaparte, Attila l'Unno, Filippo II di Macedonia e suo figlio, Alessandro Magno, Ivan il Terribile, Vlad l'Impalatore, Hannibal, Gengis Khan, Grigori Rasputin, Montezuma, Geronimo e il generale egiziano Xanuth Amon-Toth. Nella continuità della serie, il DNA di Sun Tzu era anche destinato a far parte della creazione di Serpentor, ma il tentativo di ottenere il suo DNA fu sventato dal sergente Slaughter, il cui DNA è stato quindi destinato all'uso come sostituto. Il primo tentativo fu sabotato dal Comandante Cobra, che segretamente scarica un virus mutante nel Sergente. La camera del DNA di Slaughter causa un mostro che si scatena in tutta l'isola Cobra fino a quando non si dissolse. Durante il secondo tentativo del dottor Mindbender sulla ricattura del sergente Slaughter, Il Comandante Cobra viene tradito da Scrap-Iron (che ha raccontato al dottor Mindbender cosa è successo). Questa volta, la creazione è stata un successo con la nascita di Serpentor.
A causa della mancanza del DNA di Sun Tzu, Serpentor è molto intollerante e autoritario. Emette la maggior parte dei suoi ordini con la frase "Hoc Imperium Est!". Tuttavia, senza l'influenza metodica di Sun Tzu, Serpentor è anche incline all'impulsività, come dimostra il suo primo atto importante, il Cobra, in un attacco contro Washington. Riesce a catturare la città e chiese la resa del Presidente (che all'epoca era fuori città con il Vicepresidente), il Congresso e G.I. Joe. I membri di G.I. Joe sono riusciti a fare un attacco furtivo su Cobra, trasformando l'operazione in un fiasco completo. Proprio mentre i Joe stanno per catturare Serpentor, un improvviso scoppio di fuoco li respinge. Si scopre che è venuto dal Comandante Cobra, che ha convinto Mindbender a liberarlo perché sapeva come usare un'arma. Il Comandante Cobra convince Serpentor a fargli essere il suo capro espiatorio poiché non ci sarebbe stato nessuno a punirlo per lui.
Nell'episodio "Le mie cose preferite" rivela che Serpentor può assumere le caratteristiche facciali di coloro il cui DNA è incluso nella sua composizione genetica. Inoltre, vengono rivelati alcuni altri donatori alla creazione di Serpentor: un guerriero vichingo noto come "Ulrik The Batterer", e il re rettile "Takshaka" della mitologia indiana.
In G.I. Joe: The Movie, Serpentor è l'antagonista secondario del film d'animazione, e viene contattato da Pythona, un emissario dell'antica cultura "Cobra-La". Lei lo informa della necessità di rubare il Trasmettitore di Energia Trasmittente (B.E.T.). Durante l'attacco per ottenere il B.E.T., Serpentor viene ferito e lasciato essere catturato da G.I. Joe. Aiutati dal Cobra-La, le forze Cobra vengono successivamente inviate per salvare Serpentor e portarlo nel regno nascosto di Cobra-La. Dopo l'arrivo di Serpentor nell'antico regno, il governatore supremo di Cobra-La Golobulus informa il dirigente della Cobra presente che è stato lui a impiantare l'idea di creare Serpentor nel cervello del dottor Mindbender con un organismo biologico chiamato "motivatore psichico".
Insieme all'altra gerarchia di Cobra, Serpentor accetta l'autorità di Golobulus e promette di realizzare il suo obiettivo di distruggere la civiltà umana. Durante un attacco per acquisire il B.E.T. dal quartier generale dei G.I. Joe, Serpentor, ferisce gravemente Duke e fa entrare in coma Duke. Durante l'attacco climatico a Cobra-La, Serpentor viene sconfitto dal fratellastro del duca Lt. Falcon quando il capo dell'Imperatore Cobra viene catturato nella turbina del suo carro d'aria. Ultimamente, Serpentor si vede fuori di controllo a fuggire sul suo carro d'aria, lottando per liberarsi dal suo mantello.

### DiC
Nella serie Dic, dopo gli eventi della serie originale e del film, Serpentor riorganizza i Cobra con Destro, la Baronessa, Scoop, Zarana e Copperhead che ritornano nella squadra. Serpentor ha tentato di sfruttare il potere mitico noto come Dragonfire, ma non è a conoscenza del ritorno del comandante Cobra. Nella successiva guerra civile, Serpentor viene catturato per tradimento dal Comandante Cobra e dalla sua Pattuglia di Python. Il comandante Cobra ha poi usato il suo Ray Pythonizing fatto da una parte del Dragonfire che ha ottenuto per combinare Serpentor con l'iguana dell'animale di Gnawgahyde. Il comandante Cobra ha dichiarato che gli effetti saranno temporanei e che quando tornerà, avrà un assaggio delle mosche. L'ultima volta è stato visto correre nella giungla nella sua forma di iguana con Gnawgahyde che lo inseguiva, Gnawgahyde che minacciava di fare il barbecue a Serpentor che non viene più visto.